# Невидљиви
Невидљиви (енгл. The Invisible) је научнофантастична драма из 2007. године, који је режирао Дејвид С. Гојер. 
Након што га напад остави у непостојању, невидљив за живе, али и близу смрти, тинејџер открива да је једина особа која би могла да му помогне његов нападач.

## Радња
Ник Пауел, вредни средњошколац са даром за поезију, доживљава конфликтан однос са својом мајком, коју више занимају друге ствари у животу него сопствени син. Бежећи од монотоније, Ник одлучује да побегне у Велику Британију да би похађао курсеве књижевности на Краљевској академији. Али он је приморан да откаже путовање након што је његова мајка пронашла авионску карту коју је купио у тајности.
Прича спаја Ника са Ени Њутн, девојком из дисфункционалне породице, принуђеном да лута и повремено се састаје са братом, коме она јако недостаје. Стално је на опрезу, јер је њен дечко Маркус умешан у крађе аутомобила. Након крађе из златаре, девојка одлучује да сакрије плен у свом школском ормарићу, али Ников пријатељ то примећује. Јавности се открива садржај ормарића, други упиру прстом у лопова, а Ени почиње да се пита ко ју је отерао.
Прво, Ени и њени пријатељи чекају и претуку Никовог пријатеља, који уплашено показује на Ника. Ник је пресретнут након забаве у напуштеном парку, избија туча и Ник пада у несвест. Група верује да је мртав, бацају га у канализацију и напуштају место злочина.
Ник излази из отвора и наставља да живи својим старим животом. Али у школи га не примећују, код куће је странац, и уопште га нико не чује и не види. Схвата да се претворио у дух себе. Расписује се потрага за њим. Он се окреће Ени и схвата да га само она, његова убица, може чути и помоћи му да пронађе тело. Како да је натерам да призна шта је урадила? Сваки минут је драгоцен, јер смањује вероватноћу да останете у животу. Постепено, веза између њих постаје јача, и на крају Ени схвата да јој је Маркус наместио и да је он такође вукао Никово тело. Након што је од Маркуса сазнала где се налази тело, она обавештава полицију која га транспортује у болницу. Тамо, Ени последњи пут види Ника, док умире од ране коју јој је задао Маркус.

## Улоге
| Глумац             | Улога                  |
| ------------------ | ---------------------- |
| Џастин Четвин      | Ник Пауел              |
| Маргарита Левијева | Ени Њутон              |
| Марша Геј Харден   | Дајана Пауел           |
| Крис Маркет        | Пит                    |
| Алекс О`Лохлин     | Маркус Боем            |
| Калум Кит Рени     | детектив Брајан Ларсон |

## Зарада
- Зарада у САД - 20.578.909 $
- Зарада у иностранству - 5.984.013 $
- Зарада у свету - 26.562.922 $